# Distretto di Limabamba
Il distretto di Limabamba è un distretto del Perù nella provincia di Rodríguez de Mendoza (regione di Amazonas) con 2.629 abitanti al censimento 2007 dei quali 568 urbani e 2.061 rurali.
È stato istituito il 31 ottobre 1932.